# Robin Finck
Robin Finck, född Robert John Finck den 7 november 1971, är en amerikansk gitarrist, mest känd för att ha varit gitarrist i det amerikanska hårdrocksbandet Guns N' Roses. Han var också dessförinnan gitarrist i det amerikanska industrirockbandet Nine Inch Nails. I april 2008, kungjordes det via nin.com att Finck skulle återförenas med Nine Inch Nails.
Finck är en av endast ett fåtal artister som har spelat i två olika band placerade på VH1:s 100 Greatest Artists of Hard Rock, Nine Inch Nails (rankade #43) och Guns N' Roses (rankade #9).

## Karriär
Finck växte upp i Marietta i Georgia och som de flesta tonåringar spelade han i icke-signade band; i hans fall mest i Atlanta-området.

Han gick med i Nine Inch Nails som en del av deras turnéband mellan 1994 och 1995, för Self-Destruct och Further Down the Spriral-turnéerna. Finck uppträdde med Nine Inch Nails vid Woodstock ’94 , och hans första officiella platta med dem, Closure-videon, kom ut 1997. När turnén var klar tog han jobb som gitarrist för cirkustruppen Cirque du Soleil under originalturnén i Quidam. År 1996 rekryterades han av Guns N’ Roses för att ersätta Slash, som hade lämnat bandet samma år, och där arbetade han under ett tvåårskontrakt på deras "kommande platta". När de två åren hade passerat var albumet ännu inte färdigt, men en singel hade släppts; "Oh My God", en del av End of Days-soundtracket.
Finck återförenades med Nine Inch Nails när bandet gav sig ut på deras Fragility v1.0 och Fragility v2.0-turnéer. Dessa turnéer ledde till att ännu ett livealbum/DVD släpptes, And All That Could Have Been, Finck:s andra platta med dem.
Kort efter det att turnén nått sitt slut under den senare delen av år 2000, så återvände han till Guns N’ Roses och turnerade med dem i Brasilien, Asien, Europa och Nordamerika under 2001–2002.
Under sommaren 2006 turnerade Guns N’ Roses runtom i Europa, och spelade för över 700 000 åskådare. De avslutade genom att åka runt i Nordamerika resten av året. Följande år turnerade Guns N’ Roses i Mexiko, Australien och Japan.
Den 4 april 2008 tillkännagavs det på Nin.com att Finck ännu en gång skulle återförenas med Nine Inch Nails, högst troligen för deras kommande turné, och möjligen för framtida plattor.

## Diskografi

### Med Nine Inch Nails
| Titel                                | Release-datum | Skivbolag       |
| ------------------------------------ | ------------- | --------------- |
| Closer to God                        | 1994          | Nothing Records |
| Further Down the Spiral              | 1995          | Nothing Records |
| And All That Could Have Been         | 2002          | Nothing Records |
| The Downward Spiral (Deluxe Edition) | 2004          | Nothing Records |

Bidrag: 
- Closer To God - "Memorabilia" Remix[6]
- Further Down the Spiral - Remixes[7]
- And All That Could Have Been - Live Performances[8]
- The Downward Spiral - "Hurt" Live[9]

### Med Guns N' Roses
| Titel                | Release-datum | Skivbolag      |
| -------------------- | ------------- | -------------- |
| "Oh My God" (singel) | 1999          | Geffen Records |
| Chinese Democracy    | 22 nov 2008   | Geffen Records |

### Blandat
| Titel                       | Release-datum | Skivbolag |
| --------------------------- | ------------- | --------- |
| Ghosts of Mars soundtracket | 2001          |           |

Bidrag:
"Love Siege", "Fight Train", "Power Station", "Ghost Poppin'"